# Gerrhosaurinae
Gerrhosaurinae – podrodzina jaszczurek z rodziny tarczowcowatych (Gerrhosauridae).

## Zasięg występowania
Do podrodziny należą gatunki występujące w Afryce.

## Podział systematyczny
Do podrodziny należą następujące rodzaje:
- Broadleysaurus Bates & Tolley, 2013 – jedynym przedstawicielem jest Broadleysaurus major (Duméril, 1851) – tarczowiec ryjący[3]
- Cordylosaurus Gray, 1865 – jedynym przedstawicielem jest Cordylosaurus subtessellatus (Smith, 1844)
- Gerrhosaurus Wiegmann, 1828
- Matobosaurus Bates & Tolley, 2013
- Tetradactylus Merrem, 1820